# リヴィーニョ
リヴィーニョ（伊: Livigno）は、イタリア共和国ロンバルディア州ソンドリオ県にある、人口約6,800人の基礎自治体（コムーネ）。ロンバルディアの北端、スイスとの国境に位置するアルプス山中の町である。
四方を山に囲まれた土地で、町に通じる道路は3本しかない。一年の半分は雪に閉ざされ、かつては往来も困難であった。地理的な条件のために古くから免税の措置がとられてきた土地であるが、今日においてもイタリアの付加価値税がかからない免税地域で、欧州連合でも関税制度上特殊な地域となっている。冬季・夏季のリゾート地としても知られる。

## 名称
標準イタリア語以外では以下の名称を持つ。
- ロンバルド語リヴィーニョ方言 (it) : Livígn
- ドイツ語: Luwin

## 地理

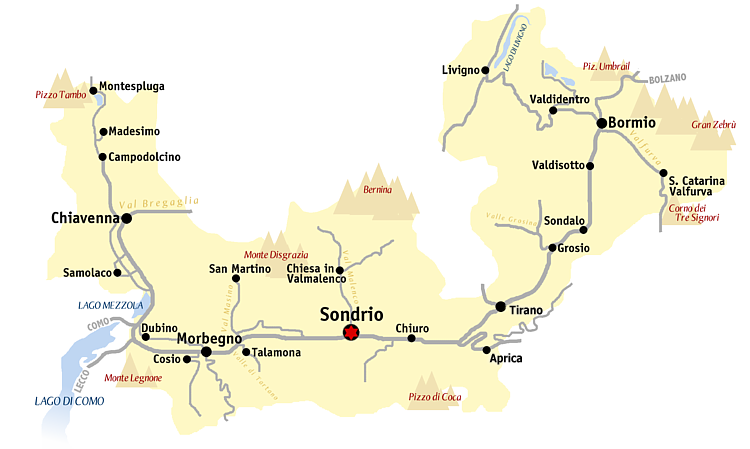
ソンドリオ県概略図

### 位置・広がり
ソンドリオ県北東部に位置するコムーネ。ソンドリオ県の最北のコムーネであり、同時にロンバルディア州最北のコムーネである。リヴィーニョの集落は、サンモリッツの東約23km、県都ソンドリオの北北東約45km、クールの南東約57km、トレントの北西約92km、州都ミラノの北東約140kmに位置する。

#### 隣接コムーネ
隣接するコムーネ、およびそれに相当する行政区画は以下の通り。CHはスイス領、CH-GRはグラウビュンデン州所属を示す。
| - ツェルネッツ (CH-GR) - 北 - ヴァルディデントロ - 東 - ポスキアーヴォ (CH-GR) - 南 - ポントレジーナ (CH-GR) - 南西 - ツオーツ (CH-GR) - 西 - S-chanf (CH-GR) - 北西 |

### 地勢・地形
河川・水系
- 河川：アクア・グランダ川
- 湖沼：リヴィーニョ湖（人造湖）
- 山：Piz Paradisin（3302m） 他

町域を流れる主要な川は、アクア・グランダ川 (it:Aqua Granda) で、ヴァル・ディ・リヴィーニョ (it:Val di Livigno) と呼ばれる谷を形作る。北のスイス領へ流れ下りスペール川（Spöl）と名を変えるアクア・グランデ川は、ツェルネッツでイン川に合流するドナウ川水系の川である。このためリヴィーニョはイタリア領では珍しく、地中海の集水域（地中海盆地）ではなく、黒海の集水域に属する地域である。スイスとの国境にプント・ダル・ガル・ダム (Punt dal Gall Dam) がつくられており、町域北部には貯水池であるリヴィーニョ湖 (it:Lago di Livigno) が広がっている。
リヴィーニョ周辺の山々は、リヴィーニョ・アルプスと呼ばれる。町域の最高峰は、南部（ポスキアーヴォ側）のスイス国境にある Piz Paradisin（3302m）。

### 地震分類
イタリアの地震リスク階級 (it) では、3 に分類される
。

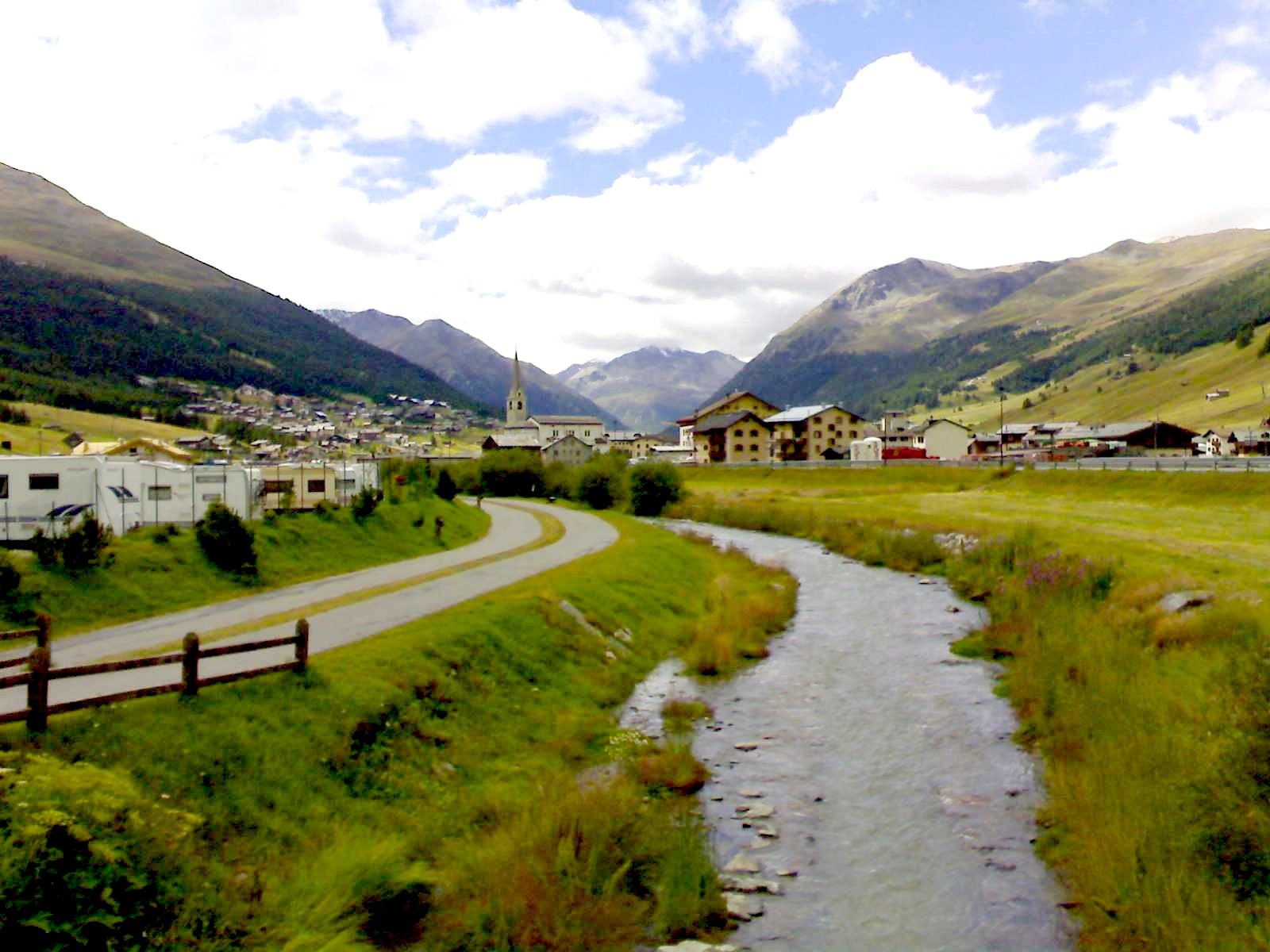
アクア・グランダ川（スペール川）
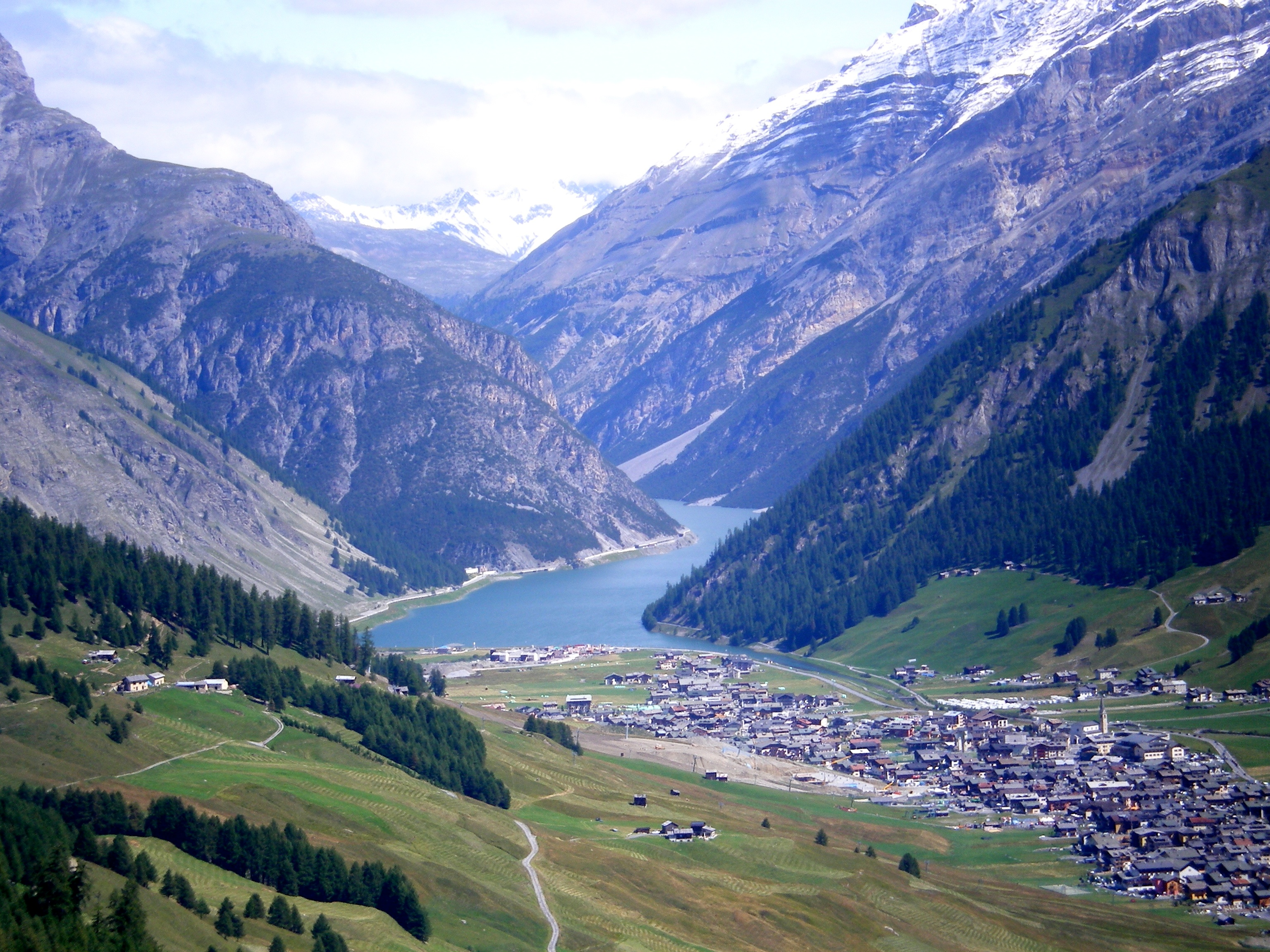
集落とリヴィーニョ湖
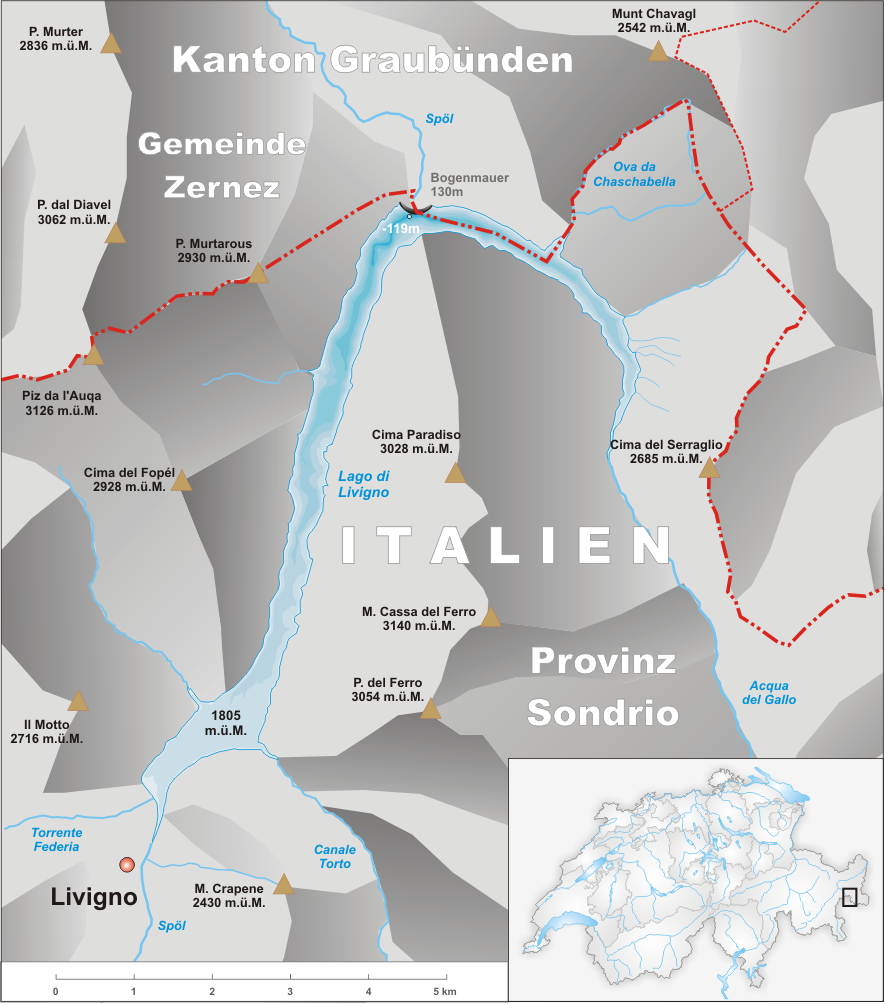
リヴィーニョ湖の地図

### 主要な集落
リヴィーニョの中心集落は海抜1816mに位置する。リヴィーニョのもともとの集落の一部は、1960年代のダム建設に伴って水没している。
リヴィーニョ集落の東、エイラ峠 (it:Passo dell'Eira)  (2,208 m) を越えた場所に位置する分離集落のトレパッレは標高 2,069 m にあり、イタリアで最も標高の高い場所にある集落である。ヨーロッパではスイス・グラウビュンデン州のユーフ (Juf)  (2,126 m) に次ぎ第二位である。トレパッレの域内にあたるエイラ峠上にも家屋の集まる地区が形成されており、トレパッレをヨーロッパで最も高い村とする見方もある。

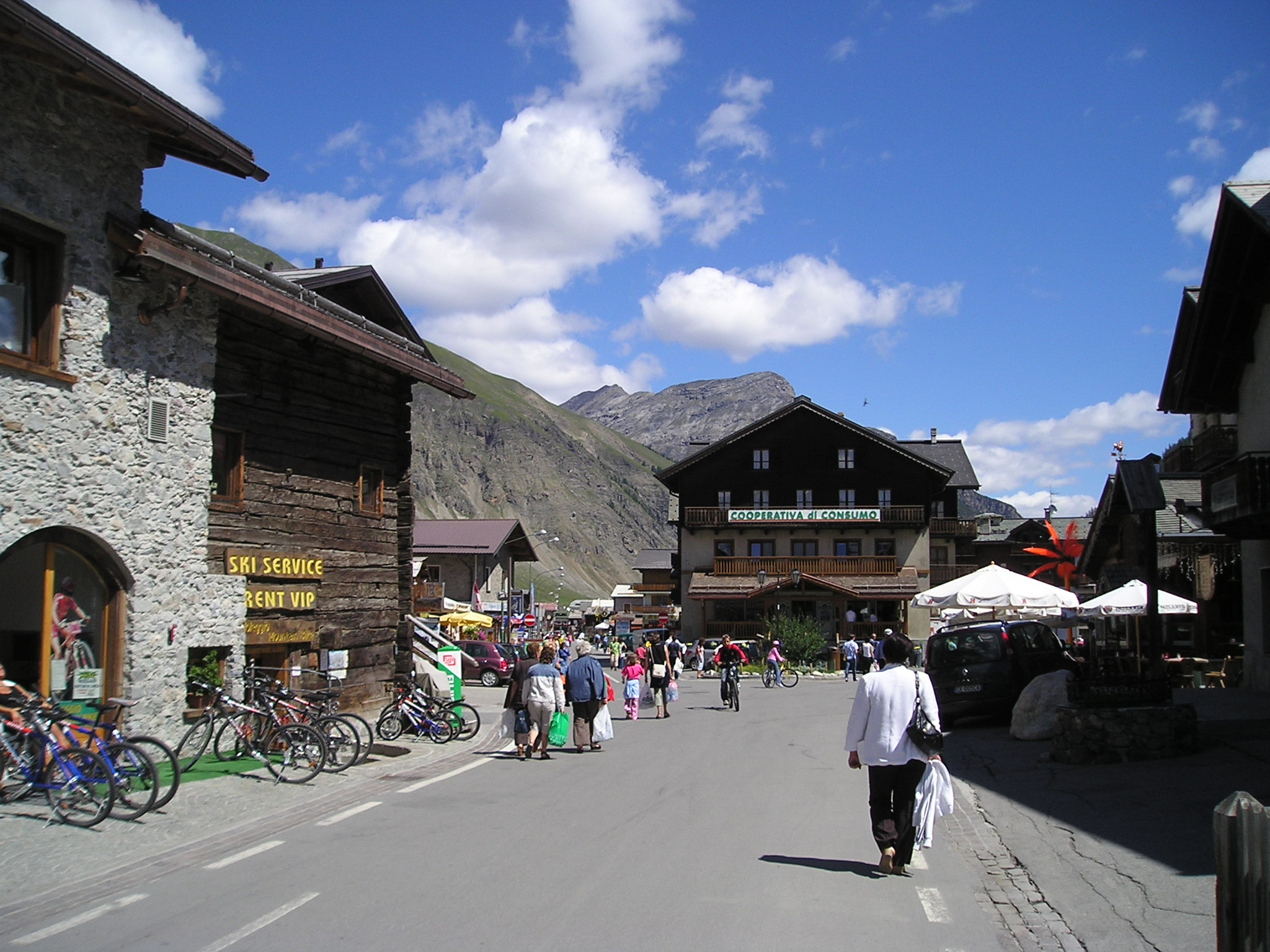
リヴィーニョの集落
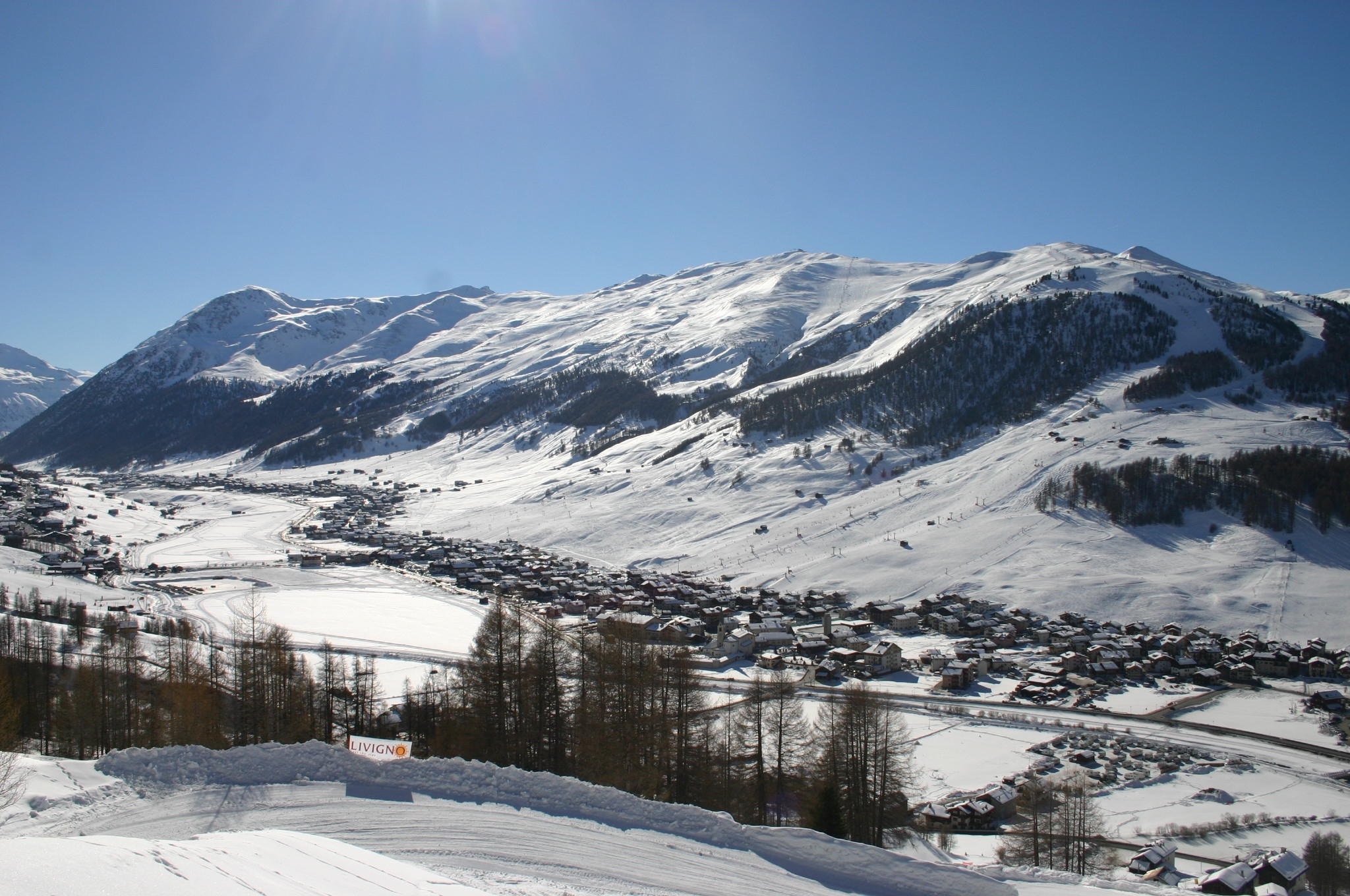
冬のリヴィーニョ集落
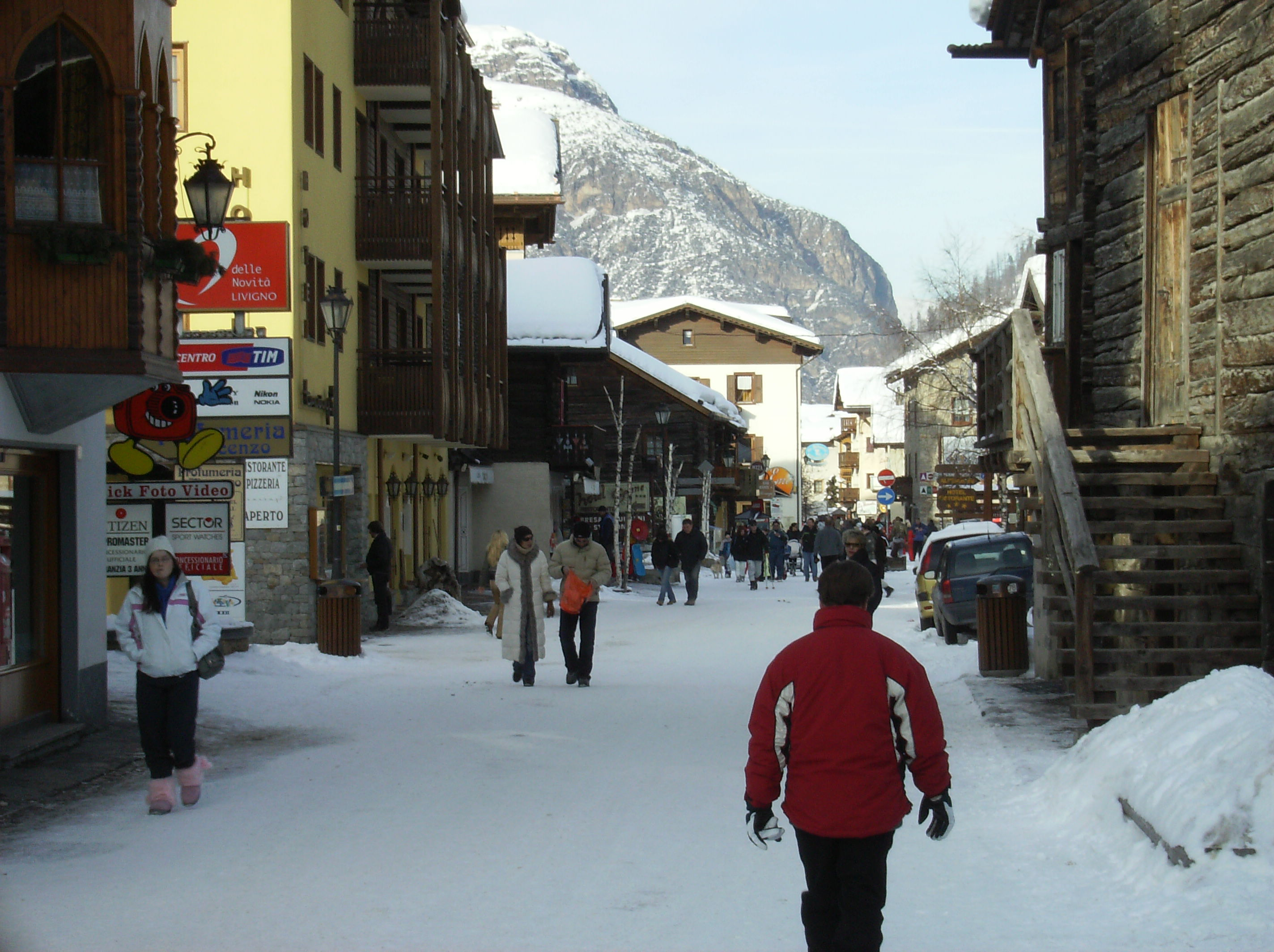
冬のリヴィーニョ集落
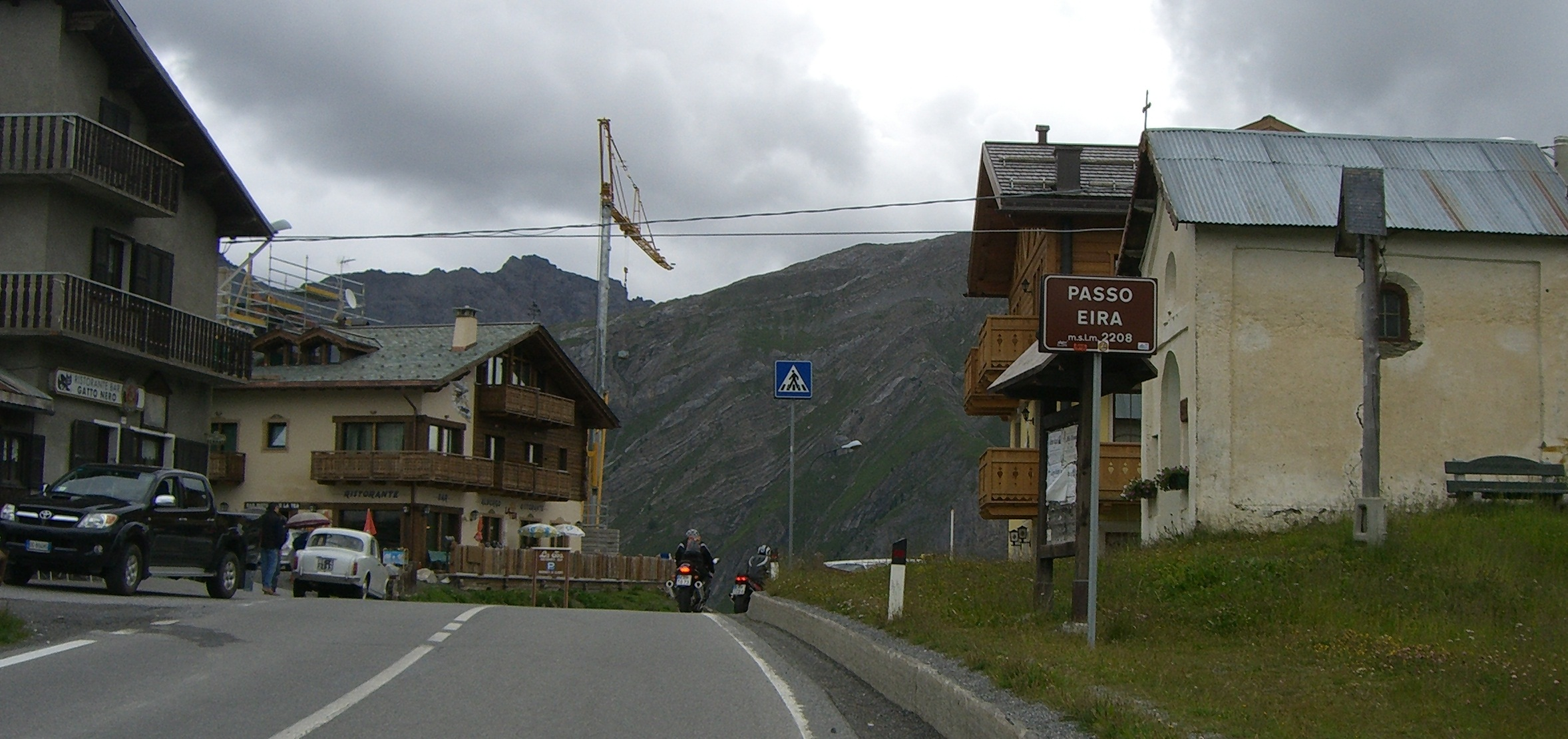
エイラ峠

## 歴史

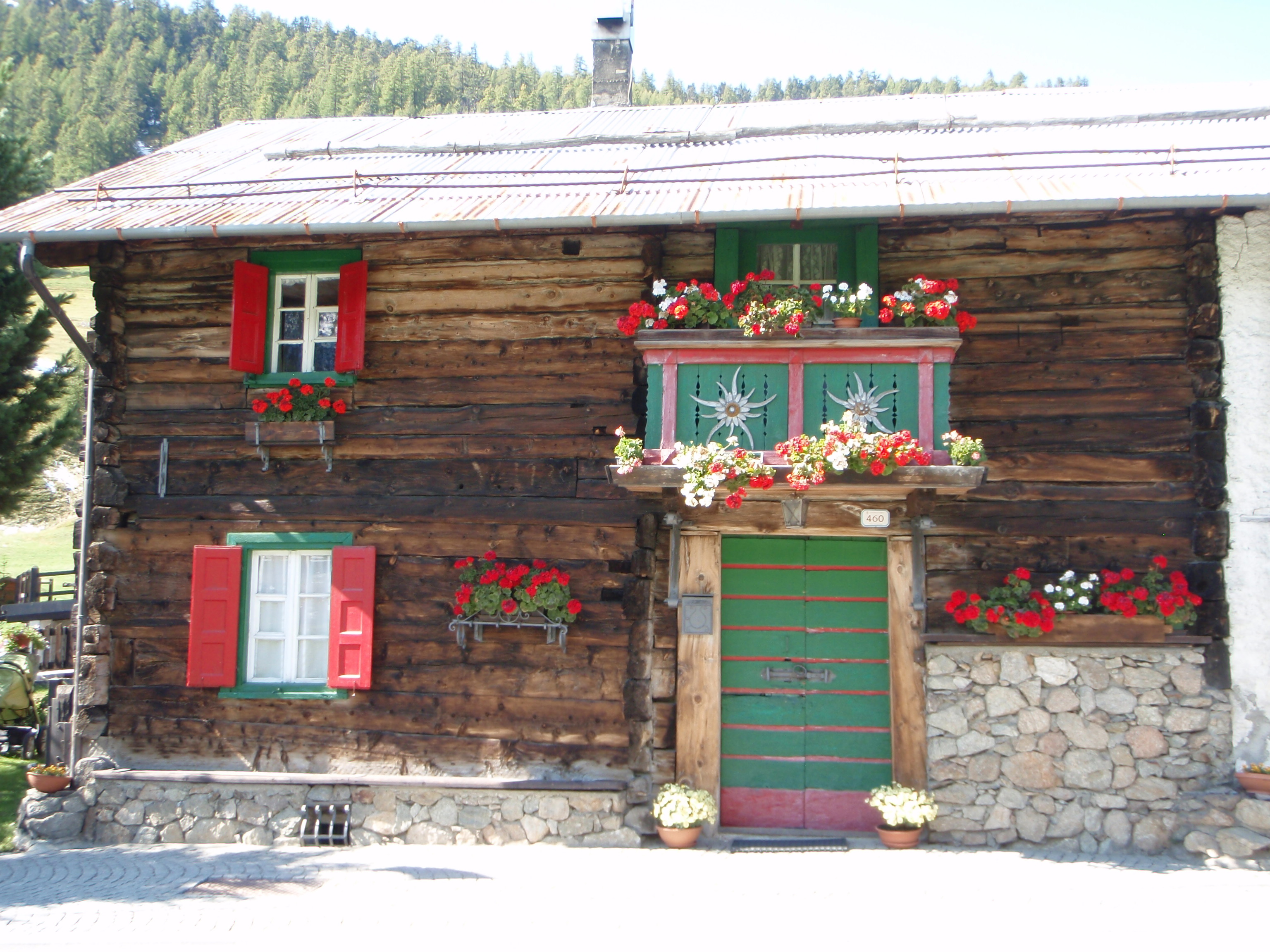
伝統的な家屋

リヴィーニョの地に最初に定住したのは、おそらくは中世の羊飼いたちである。この地域について記した最古の文献には、ラテン語で vinea et vineola という名で言及されている。この地名はブドウ畑を意味するものではなく、ドイツ語で雪崩を意味する言葉から来ている。リヴィーニョの谷筋は雪崩の危険と常に隣り合わせであった。村に大きな被害をもたらした最後の雪崩は1951年のもので、この時には、十数軒の家が損壊し7人が死亡した。
政治的には、リヴィーニョは東に位置するボルミオと歴史をともにしている。しかしながらボルミオはリヴィーニョより人口も多く、立場も支配的であったため、二つの町の関係には緊張があった。
リヴィーニョには、古くは16世紀に税制上の優遇が与えられた記録が残されている。現在につながる免税制度は、1840年頃にオーストリア帝国によって導入された。歴史的に、リヴィーニョは冬季には往来することも困難になる土地であり、また何世紀にもわたって貧困な地域であった。この地を治めた諸国は、リヴィーニョの過酷な環境の中で人々を定住させるために（これはこの地域の統治権を主張するための措置でもある）免税という特権を認めたのである。
かつてのリヴィーニョの人々は、農業とわずかな商業だけで生計を立てていた。過酷な環境で生きるために密輸も広く行われたが、このことからヴァルテッリーナの他の地域の人々から偏見が向けられ、地元の言葉で gent de cunfin, tücc' lader o asesin （国ざかいの人間はみな盗人か人殺しだ）ということわざが作られるほどであった。
1970年代まで農村であったリヴィーニョであるが、20世紀後半以後の変化は著しく、現在のリヴィーニョは観光業を主要産業とする豊かな土地である。リヴィーニョは経済発展の恩恵を受け、住民も増加している。イタリアでは最も出生率の多い自治体であった。

## 行政

### 分離集落
以下の分離集落（フラツィオーネ）がある。
- Trepalle（トレパッレ）, Alpe Vago, Bite, Campaccio, Canton, Colombina-Somarin, Compart, Crapene, Dorne, Eira, Florin, Forcola, Gembrè, Isola, Madonna del Soccorso, Molin, Palipert, Plan, Pemont, Ponte Lungo, Rin, San Rocco, Sant'Anna, Sant'Antonio, Santa Maria, Teola, Tresenda

### 山岳部共同体
広域行政組織である山岳部共同体「アルタ・ヴァルテッリーナ山岳部共同体」 (it:Comunità montana Alta Valtellina) （事務所所在地: ボルミオ）を構成するコムーネの一つである。

## 社会

### 人口
イタリアには、標高1500m以上の土地に中心地が所在するコムーネが26あるが、約6000人の人口を擁するリヴィーニョはその中で最も人口が多い。

### 経済・産業

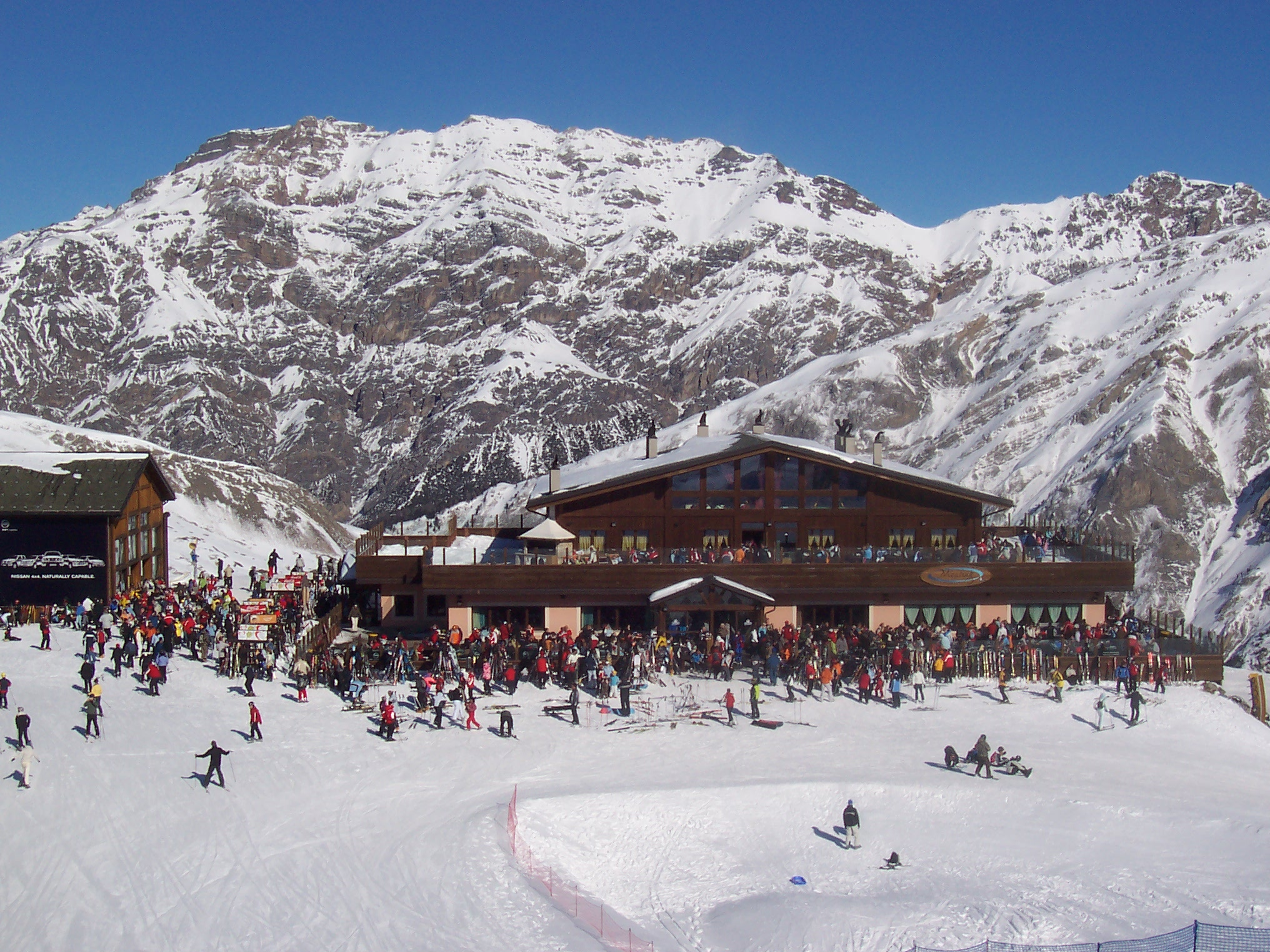
スキー場

リヴィーニョの主要産業は観光業である。冬季（スキーリゾート）・夏季、いずれもリゾート地として賑わう。このほかに観光業と関連する形で、建設業や手工業・農業も発達している。

#### 免税地
リヴィーニョではイタリアの付加価値税（消費税）が課されていない。リヴィーニョはEU加盟国であるイタリアの領土であるが、EU関税同盟に含まれず、EU付加価値税 (European Union value added tax) の除外区域となっている（欧州連合加盟国の特別領域参照）。なお、同様の特別地域には、スイス領内の飛び地であるカンピョーネ・ディターリア（コモ県）がある。
1840年頃にオーストリア帝国によって導入された免税制度は、イタリア王国、イタリア共和国によっても継承され、1960年頃には欧州経済共同体によっても確認された。付加価値税は課されていないが、法人税は課されており、タックス・ヘイヴンとはみなされていない。
免税地であることから物品も安い価格で販売され、観光客のほか、特に安いガソリンなどを求める近隣の人々も訪れる。

## 文化・観光

### 言語

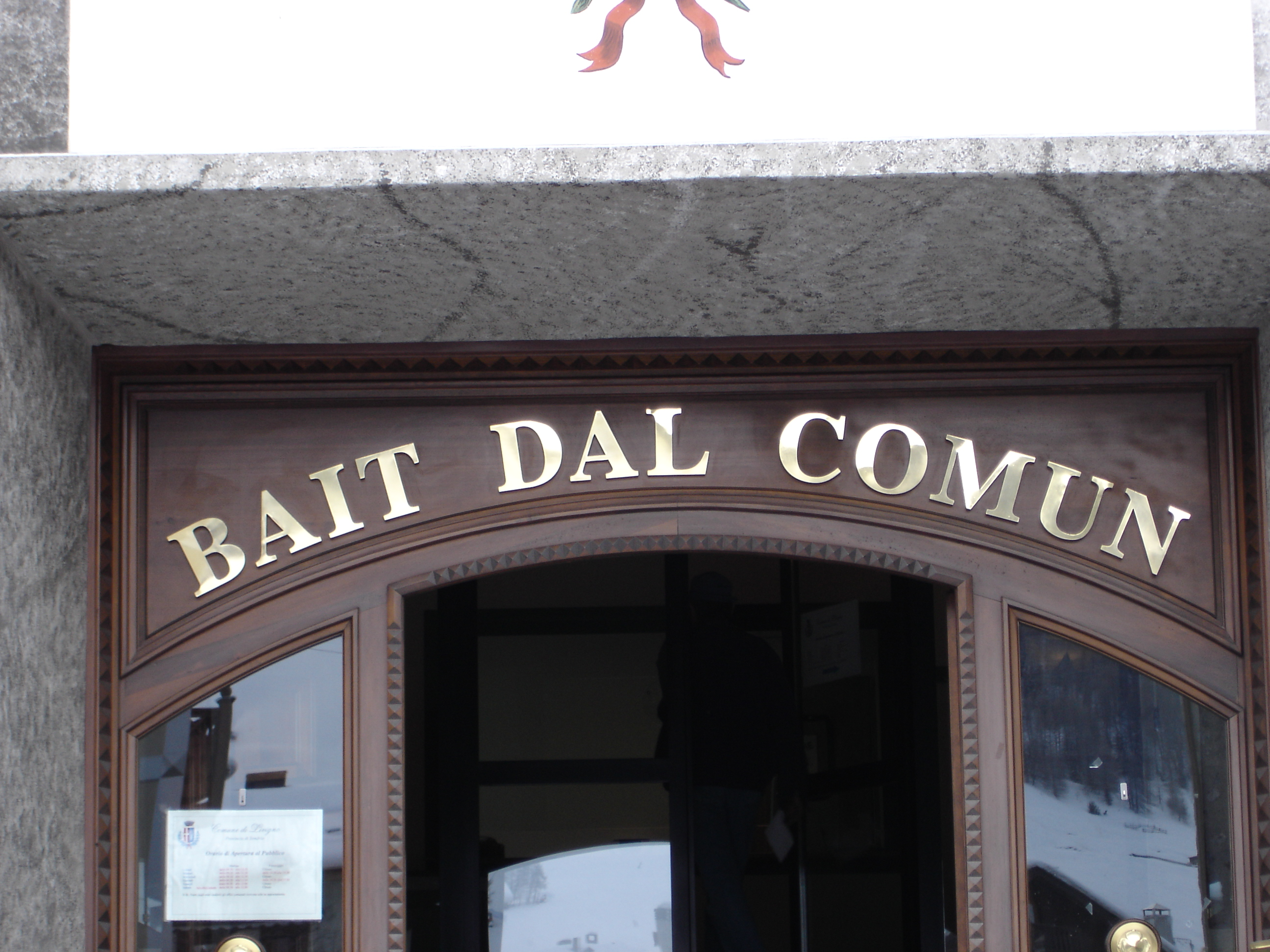
方言で表示された町役場。標準イタリア語では Casa del comune となる。

リヴィーニョで話される言葉は、ロマンシュ語とロンバルド語の中間にあたる言語変種（方言）で、自治体の出資によって辞書が編纂されている。この方言は、街路の名前や一部の標識、自治体が発行する公式地図などで用いられている。

### スポーツ
リヴィーニョには20ほどのスポーツ団体がある。その多くは協会に支援を受けており、多くの若い体育選手が育成されている。2006年のトリノオリンピックでは、イタリア選手団のうち少なくとも8名がリヴィーニョ出身であった。
1975年に、ユニバーシアード冬季大会が開催された。
2005年には、国際自転車競技連合のマウンテンバイク競技の世界選手権（世界選手権自転車競技大会マウンテンバイク2005）が開かれた。

## 交通

### 道路

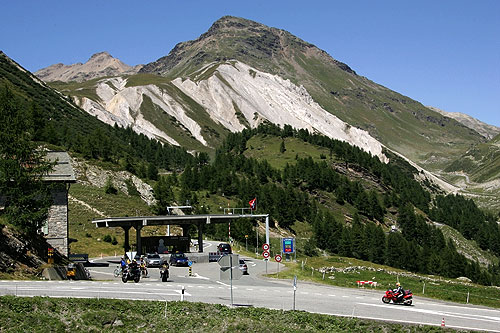
リヴィーニョ峠（Forcola di Livigno）

リヴィーニョは、3本の道のみによって外界と結ばれている。このうち2本はスイス領につながっており、1つは 南にリヴィーニョ峠 (it:Forcola di Livigno) （2,315m、夏季のみ通行可）を越えてポスキアーヴォに至り、もう1つは北にダムサイトを通って国境を越え、ムント・ラ・スケラ・トンネル (it:Tunnel Munt La Schera) によってエンガディン地方と結ばれている。
イタリア領につながる道は国道301号線で、東にエイラ峠 (2,208 m) とフォスカーニョ峠 (it:Passo del Foscagno) (2,291 m)を越え、ボルミオに至る。
国道
- SS301 (it:Strada statale 301 del Foscagno) 
リヴィーニョ - エイラ峠 - トレパッレ - フォスカーニョ峠 - 〔ヴァルディデントロ - ボルミオ〕

## 人物

### 著名な出身者
- ジャンルイジ・ガリ - ラリードライバー。